# He Hired the Boss
He Hired the Boss  (Ele Empregou o Patrão, no Brasil) é um filme estadunidense de 1943 dirigido por Thomas Z. Loring. É estrelado por Stuart Erwin e Evelyn Venable.

## Produção
Os títulos de trabalho deste filme foram Ten Dollar Raise e $10 Raise. Embora Sol M. Wurtzel seja creditado na tela como produtor executivo do filme, foi William Goetz, que esteve no comando das operações de estúdio da época, como o produtor executivo e Wurtzel como o produtor. Este filme marca a primeira aparição da atriz Evelyn Venable em uma produção da Twentieth Century-Fox desde Bandoleiro da Sorte (1940) além de ter sido sua última produção com o estúdio. 
O roteiro do filme, baseado em uma história de Peter B. Kyne, foi filmado pela primeira vez em 1921 como The Ten Dollar Raise. Produzido por J. L. Forthingham, o longa foi dirigido por Edward Sloman e estrelou William B. Mong e Marguerite De La Motte nos papeis principais. Em 1935, a Fox lançou $10 Raise, dirigido por George Marshall, estrelando Edward Everett Horton e Karen Morley. O ator Harrison Greene também apareceu no filme 1935.

## Elenco
- Stuart Erwin ... Hubert Wilkins
- Evelyn Venable ....Emily Conway
- Thurston Hall ...Mr. Bates
- Vivian Blaine ...Sally Conway
- William T. Orr ...Don Bates
- Benny Bartlett ...Jimmy
- James Bush ...Clark
- Chick Chandler ...Fuller
- Hugh Beaumont ...Jordan